# Кузин, Олег Сергеевич
Олег Сергеевич Кузин (род. 10 апреля 1953, Ленинград) — декан факультета социальных технологий Северо-Западного института Российской академии народного хозяйства и государственной службы при президенте РФ (с 2017 года). Имеет учёную степень, кандидат политических наук, профессор. Заслуженный журналист Российской Федерации (2024).

## Биография
Родился 10 апреля 1953 года в Ленинграде.
Окончил математико-механический факультет Ленинградского государственного университета в 1975 году, Ленинградский политологический институт в 1990 году.
В 1974—1984 годах — находился на комсомольской работе, занимал различные должности вплоть до секретаря Ленинградского обкома ВЛКСМ. D 1985—1990 годах — на различных должностях в партийных органах. В 1990 году — заведующий отделом Ленинградского обкома КПСС
В 1990—1991 — главный редактор газеты «Ленинградская правда». С августа 1991 по 2002 год — главный редактор газеты «Санкт-Петербургские ведомости», являлся генеральным директором ЗАО Редакция газеты «Санкт-Петербургские ведомости» (1996—1999). В 2002—2004 годах — президент издательского дома «Санкт-Петербургские ведомости»; основатель и президент Санкт-Петербургского пресс-клуба; соучредитель общественного фонда «Наш город»; член комиссии по правам человека при Администрации Санкт-Петербурга; член Союза журналистов с 1989 года; избирался президентом Лиги журналистов Санкт-Петербурга (1996—1999), первым заместителем председателя Российского творческого союза работников культуры, заместителем председателя координационного совета творческих союзов Санкт-Петербурга; член Президиума Независимой Организации «Гражданское общество» и Национального Гражданского Комитета по взаимодействию с правоохранительными, законодательными и судебными органами; член редакционного совета общественно-аналитического журнала «Признание»; Кавалер Золотого Почетного знака «Общественное признание» (1999); соавтор книги «Неформалы: кто есть кто?» (совместно с А.Громовым, 1990), соавтор ежегодного издания «Кто есть кто в Санкт-Петербурге», 1995—2013). Главный редактор ЗАО «Редакция газеты „Трибуна-рт“» (г. Москва) с апреля 2004 года по октябрь 2012 года.
С ноября 2012 года — руководитель представительства Правительства Ленинградской области при Правительстве Российской Федерации.
С 2017 года — декан факультета социальных технологий Северо-Западного института Российской академии народного хозяйства и государственной службы при президенте РФ.
В 2024 году стал Лауреатом премии Союза журналистов России имени Ясена Засурского.
Женат.

## Награды
- Награждён орденами «Знак Почета» (1981), Почета («1997), За заслуги перед Отечеством» IV степени (2009), медалями: 300 лет Российскому флоту, В память 850-летия Москвы, За заслуги в проведении Всероссийской переписи населения, В память 300-летия Санкт-Петербурга; в октябре 1999 г. награждён Звездой Вернадского II степени за поддержку и развитие науки России и руководство программой «Надежда России»; в декабре 1999 г. информационно-издательской группой «Совершенно секретно» (журнал «Лицо») был включен в число 2000 наиболее известных деятелей России. Лауреат премии Правительства Санкт-Петербурга (2003 г.).
- Лауреат премии Союза журналистов России имени Ясена Засурского (2024) - за воспитание журналистских кадров.
- Заслуженный журналист Российской Федерации (18 сентября 2024 года) — за заслуги в научно-педагогической деятельности, подготовке высококвалифицированных специалистов и многолетнюю добросовестную работу[2].